# Our Miss Brooks
Our Miss Brooks est une série télévisée américaine de sitcom en cent-trente épisodes de 30 minutes, diffusés entre le 19 juillet 1948 et le 11 mai 1956 sur CBS dans un premier temps à la radio puis à la télévision.

## Fiche technique
Sauf indication contraire, les informations mentionnées dans cette section peuvent être confirmées par la base de données cinématographiques IMDb,  présente dans la section « Liens externes ».
- Titre original : Our Miss Brooks
- Réalisation : Al Lewis, John Rich, John Claar et Phil Booth
- Scénario : Arthur Alsberg, John L. Greene, Al Lewis, Joseph Quillan et Jay Sommers
- Photographie : Karl Freund, Robert De Grasse et Sidney Hickox
- Musique : Wilbur Hatch
- Casting :
- Montage : Bud Molin, Douglas Hines, Bud S. Isaacs, John Woodcock et Dann Cahn
- Décors : Theobold Holsopple, Ted Offenbecker et Claudio Guzmán
- Costumes :
- Production : Larry Berns
  - Producteur délégué : Desi Arnaz et Lucille Ball
- Sociétés de production : CBS Studios
- Société de distribution : CBS Corporation
- Chaîne d'origine : CBS
- Pays d'origine :  États-Unis
- Langue originale : anglais
- Genre : Sitcom
- Durée : 30 minutes

## Distribution

### Acteurs principaux
- Eve Arden : Connie Brooks
- Gale Gordon : Osgood Conklin
- Jane Morgan : Mme Margaret Davis
- Robert Rockwell : Philip Boynton
- Richard Crenna : Walter Denton
- Gloria McMillan : Harriet Conklin
- Bob Sweeney : Oliver Munsey
- Virginia Gordon : Mme Martha Conklin

### Acteurs récurrents et invités
- Jesslyn Fax : Angela Devon
- Isabel Randolph : Mme Ruth Nestor
- Gene Barry : Gene Talbot
- Leonard Smith : Stretch Snodgrass
- Joseph Kearns : Edgar T. Stone
- Paula Winslowe : Mme Martha Conklin
- Hy Averback : Roberto Romero
- Peter Leeds : Bob Lansing
- Frank Nelson : M. Fischer
- William Ching : Clint Allbright
- Mary Jane Croft : Miss Daisy Enright
- Maurice Marsac : Maurice La Blanche
- Orangey : Minerva
- Nancy Kulp : Lucretia Hannibal
- Nana Bryant : Mme Wynona Nestor
- Earl Ross : Harvey Wheaton
- Herb Vigran : M. Garson Felix
- Parley Baer : Bennett
- Jack Albertson : Harry
- Dan Tobin : Dr Keller
- Philip Van Zandt : M. Jason
- Barney Phillips : lieutenant
- Sandra Gould : Grace Lansing
- Jack Kruschen : Dan Beck
- Robert Ellis : Harvey Brent
- Elliott Reid : Paul Bagley
- Paul Harvey : M. Stone
- Cliff Arquette : M. Burwell
- Elvia Allman : Katie
- Horace McMahon : Joe Phillips
- John Smith : Terrence Layton
- Ray Teal : Jasper Flint
- Desi Arnaz : elle-même
- Ian Wolfe : M. Smith
- Edward Gargan : Officier Jack Hurley
- Eleanor Audley : Mme Pryor
- Will Wright : Henry Finley
- Byron Foulger : M. Irving Fisher
- Jonathan Hale : Leland Cheney
- Kathleen Freeman : Miss Atterberry
- Charles Evans : M. Stone
- Walter Coy : Biff Moonie
- Steven Geray : M. Bagley
- Marjorie Bennett : Mme Dunphy
- George Chandler : M. Sampson
- Charles Williams : M. Peterson
- Lawrence Dobkin : M. Jackson
- Rico Alaniz : Oncle Roberto
- Gary Vinson : lui-même
- George Tobias : le médecin
- Arthur Q. Bryan : le juge
- Thurston Hall : M. Whipple
- Florence Bates : Mme Carney
- Herbert Heyes : superintendant Stone
- Ned Glass : Melvin Fenwick
- Herbie Faye : Tom Brent
- John Carradine : M. Fargo
- Don Beddoe : M. Hobart
- Peggie Castle : Frankie Chapman
- Eve McVeagh : Loretta
- Larry J. Blake : Charlie
- Joseph Forte : M. Hoffman

## Épisodes

### Saison 1
1. Trying to Pick a Fight
2. The Loaded Custodian
3. The Embezzled Dress
4. The Birthday Bag
5. The Wrong Mrs. Boynton
6. Living Statues
7. Madison Country Club
8. Mr. Whipple
9. The Big Game
10. Blue Goldfish
11. The Stolen Aerial
12. The Hobby Show
13. Christmas Show
14. Aunt Mattie Boynton
15. The Pet Shop
16. The Hurricane
17. Monsieur La Blanche
18. Old Marblehead
19. The Model Teacher
20. Wake-Up Plan
21. The Cafeteria Strike
22. Mister Casey's Will
23. Conklin's Love Nest
24. The Honest Burglar
25. Fisher's Pawn Shop
26. Lulu, the Pin-Up Boat
27. The Yodar Kritch Award
28. Madame Brooks DuBarry
29. Marinated Hearing
30. The Festival
31. Suzy Prentiss
32. Conklin Plays Detective
33. Public Property on Parade
34. Mrs Davis Reads Tea Leaves
35. The Stolen Wardrobe
36. Cure That Habit
37. Capistrano's Revenge
38. June Bride

### Saison 2
1. Clay City Chaperone
2. Bones, Son of Cyrano
3. Spare the Rod
4. Faculty Band
5. The Little Visitor
6. Trial by Jury
7. Phone Book Follies
8. Thanksgiving Show
9. Vitamin E-4
10. Swap Week
11. Oh, Dem Golden Slippers
12. The Magic Tree
13. Hospital Capers
14. Postage Due
15. Do It Yourself
16. Bobsey's Twins in Stir
17. The Jockey
18. Brook's New Car
19. The Hobo Jungle
20. The Wild Goose
21. Hello, Mr. Chips
22. The Parlor Game
23. A Dry Scalp Is Better Than None
24. The English Test
25. Second Hand-First Aid
26. The Egg
27. The Bakery
28. Old Age Plan
29. The Hawkins Travel Agency
30. The Bicycle Thief
31. Just Remember the Red River Valley

### Saison 3
1. The Miserable Caballeros
2. Blood, Sweat and Laugh
3. Life Can Be Bones
4. Two-Way Stretch Snodgrass
5. Angela's Wedding
6. Van Gogh, Man Gogh
7. The Jewel Robbery
8. Space, Who Needs It?
9. The Novelist
10. Four Leaf Clover
11. The Citizen's League
12. Buddy
13. Noodnick, Daughter of Medic
14. The Stuffed Gopher
15. Safari O'Toole
16. The Weighing Machine
17. Public Speaker's Nightmare
18. The Auction
19. The Mambo
20. The Dream
21. The Return of Red Smith
22. Le chien chaud et le mouton noir
23. Kritch Cave
24. Mister Fargo's Whiskers
25. The Great Baseball Slide
26. Turnabout Day
27. Here Is Your Past
28. Madison Mascot
29. The Big Jump
30. Home Cooked Meal

### Saison 4
1. The Blind Date
2. Transition Show
3. Who's Who?
4. Burnt Picnic Basket
5. Big Ears
6. Have Bed - Will Travel
7. Protest Meeting
8. The King and Brooks
9. Mad Man Munsey
10. Connie and Bonnie
11. Music Box Revue
12. The New Gym Instructor
13. The Skeleton in the Closet
14. Amalgamation
15. Reunion
16. Twins at School
17. Mrs. Nestor's Boy Friend
18. Acting Director
19. Mr. Boynton's Return
20. White Lies
21. The Great Land Purchase
22. Raffle Ticket
23. Library Quiz
24. A Mother for Benny
25. Connie and Frankie
26. Top Hat, White Tie, and Bridle
27. 24 Hours
28. Geraldine
29. The $350,000 Question
30. Principal for a Day
31. Travel Crazy